# Holy Fuck (álbum)
Holy Fuck é o álbum de estreia homônimo da banda canadense Holy Fuck. As faixas 1 e 5 foram gravadas em 9 de novembro de 2004 por Laurence Currie no Idea of East, Halifax, Nova Scotia. O restante do álbum foi gravado em 21 de janeiro de 2005 por Dave Newfeld no Stars & Suns, Toronto, Ontario. Todas as faixas foram mixadas por Laurence Currie.
| N.º            | Título              | Duração |  |
| 1.             | "Tone Bank Jungle"  | 6:34    |  |
| 2.             | "Korock"            | 4:25    |  |
| 3.             | "Korg Rhythm Afro"  | 6:48    |  |
| 4.             | "Casio Bossa Nova"  | 6:26    |  |
| 5.             | "Tonebank Computer" | 7:08    |  |
| 6.             | "Bontempi Latin"    | 4:53    |  |
| 7.             | "K.Rhythm Pt.1"     | 5:14    |  |
| 8.             | "K.Rhythm Pt.2"     | 9:10    |  |
| Duração total: | Duração total:      | 50:38   |  |

| Críticas profissionais | Críticas profissionais |
| Avaliações da crítica  | Avaliações da crítica  |
| Fonte                  | Avaliação              |
| ---------------------- | ---------------------- |
| Hour                   | [ 3 ]                  |
| Pitchfork Media        | 6.9/10                 |
| PopMatters             | 7/10                   |
| Allmusic               | [ 6 ]                  |